# Hengchunia graecanarus
Hengchunia graecanarus är en insektsart som beskrevs av Adolf Remane och Asche 1980. Hengchunia graecanarus ingår i släktet Hengchunia och familjen dvärgstritar. Inga underarter finns listade i Catalogue of Life.